# Llista d'asteroides/123601–123700
| Nom      | Designació provisional | Data de descobriment | Lloc de descobriment | Descobridor/s             |
| -------- | ---------------------- | -------------------- | -------------------- | ------------------------- |
| 123601 - | 2000 YT5               | 19 de desembre, 2000 | Socorro              | LINEAR                    |
| 123602 - | 2000 YG7               | 20 de desembre, 2000 | Socorro              | LINEAR                    |
| 123603 - | 2000 YV7               | 21 de desembre, 2000 | Socorro              | LINEAR                    |
| 123604 - | 2000 YY9               | 20 de desembre, 2000 | Socorro              | LINEAR                    |
| 123605 - | 2000 YU10              | 22 de desembre, 2000 | Socorro              | LINEAR                    |
| 123606 - | 2000 YF11              | 22 de desembre, 2000 | Ondřejov             | P. Kušnirák, P. Pravec    |
| 123607 - | 2000 YA12              | 21 de desembre, 2000 | Bergisch Gladbach    | W. Bickel                 |
| 123608 - | 2000 YC13              | 21 de desembre, 2000 | Kitt Peak            | Spacewatch                |
| 123609 - | 2000 YJ13              | 21 de desembre, 2000 | Kitt Peak            | Spacewatch                |
| 123610 - | 2000 YV13              | 22 de desembre, 2000 | Kitt Peak            | Spacewatch                |
| 123611 - | 2000 YX14              | 16 de desembre, 2000 | Uccle                | T. Pauwels                |
| 123612 - | 2000 YL16              | 22 de desembre, 2000 | Gnosca               | S. Sposetti               |
| 123613 - | 2000 YQ17              | 24 de desembre, 2000 | Ondřejov             | P. Kušnirák, U. Babiaková |
| 123614 - | 2000 YZ17              | 20 de desembre, 2000 | Socorro              | LINEAR                    |
| 123615 - | 2000 YS20              | 28 de desembre, 2000 | Kitt Peak            | Spacewatch                |
| 123616 - | 2000 YG23              | 28 de desembre, 2000 | Kitt Peak            | Spacewatch                |
| 123617 - | 2000 YQ24              | 28 de desembre, 2000 | Kitt Peak            | Spacewatch                |
| 123618 - | 2000 YS25              | 22 de desembre, 2000 | Socorro              | LINEAR                    |
| 123619 - | 2000 YA26              | 23 de desembre, 2000 | Socorro              | LINEAR                    |
| 123620 - | 2000 YP26              | 28 de desembre, 2000 | Socorro              | LINEAR                    |
| 123621 - | 2000 YK27              | 30 de desembre, 2000 | Kitt Peak            | Spacewatch                |
| 123622 - | 2000 YF28              | 26 de desembre, 2000 | Haleakala            | NEAT                      |
| 123623 - | 2000 YJ31              | 30 de desembre, 2000 | Kitt Peak            | Spacewatch                |
| 123624 - | 2000 YO32              | 30 de desembre, 2000 | Socorro              | LINEAR                    |
| 123625 - | 2000 YO36              | 30 de desembre, 2000 | Socorro              | LINEAR                    |
| 123626 - | 2000 YY40              | 30 de desembre, 2000 | Socorro              | LINEAR                    |
| 123627 - | 2000 YA43              | 30 de desembre, 2000 | Socorro              | LINEAR                    |
| 123628 - | 2000 YK44              | 30 de desembre, 2000 | Socorro              | LINEAR                    |
| 123629 - | 2000 YR46              | 30 de desembre, 2000 | Socorro              | LINEAR                    |
| 123630 - | 2000 YU46              | 30 de desembre, 2000 | Socorro              | LINEAR                    |
| 123631 - | 2000 YA47              | 30 de desembre, 2000 | Socorro              | LINEAR                    |
| 123632 - | 2000 YO47              | 30 de desembre, 2000 | Socorro              | LINEAR                    |
| 123633 - | 2000 YT47              | 30 de desembre, 2000 | Socorro              | LINEAR                    |
| 123634 - | 2000 YV47              | 30 de desembre, 2000 | Socorro              | LINEAR                    |
| 123635 - | 2000 YH50              | 30 de desembre, 2000 | Socorro              | LINEAR                    |
| 123636 - | 2000 YO52              | 30 de desembre, 2000 | Socorro              | LINEAR                    |
| 123637 - | 2000 YR52              | 30 de desembre, 2000 | Socorro              | LINEAR                    |
| 123638 - | 2000 YY53              | 30 de desembre, 2000 | Socorro              | LINEAR                    |
| 123639 - | 2000 YY54              | 30 de desembre, 2000 | Socorro              | LINEAR                    |
| 123640 - | 2000 YO56              | 30 de desembre, 2000 | Socorro              | LINEAR                    |
| 123641 - | 2000 YJ58              | 30 de desembre, 2000 | Socorro              | LINEAR                    |
| 123642 - | 2000 YR58              | 30 de desembre, 2000 | Socorro              | LINEAR                    |
| 123643 - | 2000 YW60              | 30 de desembre, 2000 | Socorro              | LINEAR                    |
| 123644 - | 2000 YR61              | 30 de desembre, 2000 | Socorro              | LINEAR                    |
| 123645 - | 2000 YQ63              | 30 de desembre, 2000 | Socorro              | LINEAR                    |
| 123646 - | 2000 YW63              | 30 de desembre, 2000 | Socorro              | LINEAR                    |
| 123647 - | 2000 YG66              | 31 de desembre, 2000 | Ondřejov             | P. Kušnirák, U. Babiaková |
| 123648 - | 2000 YN66              | 22 de desembre, 2000 | Socorro              | LINEAR                    |
| 123649 - | 2000 YT66              | 30 de desembre, 2000 | Kitt Peak            | Spacewatch                |
| 123650 - | 2000 YH71              | 30 de desembre, 2000 | Socorro              | LINEAR                    |
| 123651 - | 2000 YB73              | 30 de desembre, 2000 | Socorro              | LINEAR                    |
| 123652 - | 2000 YC73              | 30 de desembre, 2000 | Socorro              | LINEAR                    |
| 123653 - | 2000 YU73              | 30 de desembre, 2000 | Socorro              | LINEAR                    |
| 123654 - | 2000 YG74              | 30 de desembre, 2000 | Socorro              | LINEAR                    |
| 123655 - | 2000 YK74              | 30 de desembre, 2000 | Socorro              | LINEAR                    |
| 123656 - | 2000 YO74              | 30 de desembre, 2000 | Socorro              | LINEAR                    |
| 123657 - | 2000 YL75              | 30 de desembre, 2000 | Socorro              | LINEAR                    |
| 123658 - | 2000 YX75              | 30 de desembre, 2000 | Socorro              | LINEAR                    |
| 123659 - | 2000 YJ76              | 30 de desembre, 2000 | Socorro              | LINEAR                    |
| 123660 - | 2000 YM77              | 30 de desembre, 2000 | Socorro              | LINEAR                    |
| 123661 - | 2000 YT77              | 30 de desembre, 2000 | Socorro              | LINEAR                    |
| 123662 - | 2000 YM78              | 30 de desembre, 2000 | Socorro              | LINEAR                    |
| 123663 - | 2000 YQ78              | 30 de desembre, 2000 | Socorro              | LINEAR                    |
| 123664 - | 2000 YC79              | 30 de desembre, 2000 | Socorro              | LINEAR                    |
| 123665 - | 2000 YL79              | 30 de desembre, 2000 | Socorro              | LINEAR                    |
| 123666 - | 2000 YX79              | 30 de desembre, 2000 | Socorro              | LINEAR                    |
| 123667 - | 2000 YR80              | 30 de desembre, 2000 | Socorro              | LINEAR                    |
| 123668 - | 2000 YB81              | 30 de desembre, 2000 | Socorro              | LINEAR                    |
| 123669 - | 2000 YH82              | 30 de desembre, 2000 | Socorro              | LINEAR                    |
| 123670 - | 2000 YG83              | 30 de desembre, 2000 | Socorro              | LINEAR                    |
| 123671 - | 2000 YX86              | 30 de desembre, 2000 | Socorro              | LINEAR                    |
| 123672 - | 2000 YA87              | 30 de desembre, 2000 | Socorro              | LINEAR                    |
| 123673 - | 2000 YP88              | 30 de desembre, 2000 | Socorro              | LINEAR                    |
| 123674 - | 2000 YA90              | 30 de desembre, 2000 | Socorro              | LINEAR                    |
| 123675 - | 2000 YT90              | 30 de desembre, 2000 | Socorro              | LINEAR                    |
| 123676 - | 2000 YN91              | 30 de desembre, 2000 | Socorro              | LINEAR                    |
| 123677 - | 2000 YO91              | 30 de desembre, 2000 | Socorro              | LINEAR                    |
| 123678 - | 2000 YP91              | 30 de desembre, 2000 | Socorro              | LINEAR                    |
| 123679 - | 2000 YF92              | 30 de desembre, 2000 | Socorro              | LINEAR                    |
| 123680 - | 2000 YN92              | 30 de desembre, 2000 | Socorro              | LINEAR                    |
| 123681 - | 2000 YE93              | 30 de desembre, 2000 | Socorro              | LINEAR                    |
| 123682 - | 2000 YA95              | 30 de desembre, 2000 | Socorro              | LINEAR                    |
| 123683 - | 2000 YF95              | 30 de desembre, 2000 | Socorro              | LINEAR                    |
| 123684 - | 2000 YK95              | 30 de desembre, 2000 | Socorro              | LINEAR                    |
| 123685 - | 2000 YN96              | 30 de desembre, 2000 | Socorro              | LINEAR                    |
| 123686 - | 2000 YA97              | 30 de desembre, 2000 | Socorro              | LINEAR                    |
| 123687 - | 2000 YA98              | 30 de desembre, 2000 | Socorro              | LINEAR                    |
| 123688 - | 2000 YG99              | 30 de desembre, 2000 | Socorro              | LINEAR                    |
| 123689 - | 2000 YL99              | 30 de desembre, 2000 | Socorro              | LINEAR                    |
| 123690 - | 2000 YO99              | 30 de desembre, 2000 | Socorro              | LINEAR                    |
| 123691 - | 2000 YJ101             | 28 de desembre, 2000 | Socorro              | LINEAR                    |
| 123692 - | 2000 YN101             | 28 de desembre, 2000 | Socorro              | LINEAR                    |
| 123693 - | 2000 YQ101             | 28 de desembre, 2000 | Socorro              | LINEAR                    |
| 123694 - | 2000 YW101             | 28 de desembre, 2000 | Socorro              | LINEAR                    |
| 123695 - | 2000 YC102             | 28 de desembre, 2000 | Socorro              | LINEAR                    |
| 123696 - | 2000 YA103             | 28 de desembre, 2000 | Socorro              | LINEAR                    |
| 123697 - | 2000 YV103             | 28 de desembre, 2000 | Socorro              | LINEAR                    |
| 123698 - | 2000 YQ104             | 28 de desembre, 2000 | Socorro              | LINEAR                    |
| 123699 - | 2000 YF105             | 28 de desembre, 2000 | Socorro              | LINEAR                    |
| 123700 - | 2000 YF107             | 30 de desembre, 2000 | Socorro              | LINEAR                    |